# كيم جو أ
كيم جو أ (بالكورية: 김주아)‏ هي ممثلة كورية جنوبية. ولدت يوم 4 يناير 2004 في سول في كوريا الجنوبية.

## روابط خارجية
- كيم جو أ على موقع IMDb (الإنجليزية)
- كيم جو أ على موقع قاعدة بيانات الفيلم (الإنجليزية)